# Kamen no Maid Guy
Kamen no Maid Guy (仮面のメイドガイ, かめんのメイドガイ) là loạt manga do Akai Maruboro thực hiện và đăng trên tạp chí Monthly Dragon Age của Fujimi Shobo từ tháng 12 năm 2004 đến tháng 4 năm 2012. Cốt truyện xoay quanh Fujiwara Naeka cháu gái của một tỷ phú và là người thừa kế gia tài này. Để bảo vệ cô khỏi các nguy hiểm ông của cô đã thuê hai ninja một nam một nữ giỏi để làm việc như người hầu luôn bên cạnh của cô. Nhưng ninja nam có tên Kogarashi lại có ngoại hình cực kỳ ấn tượng, vai u thịt bắp, hàm răng như cá mập, luôn đeo một cái mặt nạ và mặt đồ của một nữ phục vụ ngoài ra để làm nhiệm vụ bảo vệ tuyệt đối cho Naeka anh chàng ninja này sẵn sàng việc "đáng xấu hổ" nhất và thường bị Naeka hay nữ ninja nện bằng gậy bóng chày đóng toàn đinh dù vậy Kogarashi vẫn làm nhiệm vụ của mình rất tốt.
Loạt manga đã được chuyển thể thành các phương tiện truyền thông khác như anime, trò chơi điện tử... Madhouse đã thực hiện chuyển thể anime của loạt manga và phát sóng từ ngày 05 tháng 4 đến ngày 21 tháng 6 năm 2008 tại Nhật Bản.

## Truyền thông

### Manga
Loạt manga do Akai Maruboro thực hiện và đăng trên tạp chí Monthly Dragon Age của Fujimi Shobo từ tháng 12 năm 2004 đến tháng 4 năm 2012 với 79 chương. Các chương sau đó đã được tập hợp lại và phát hành thành 15 tankōbon. Ever Glory Publishing đã đăng ký bản quyền để tiến hành phân phối tại Đài Loan.

### Light novel
Hai tập chuyển thể light novel đã được thực hiện bởi hai tác giả khác nhau nhưng đều do Fujimi Fantasia Bunko phát hành.
Tập chuyển thể thứ nhất có tựa Shōsetsu-ban Meido Kakumei Ver. (小説版 メイド革命Ver.) do Kakou-ou Shinjinya thực hiện và phát hành vào ngày 19 tháng 5 năm 2008.
Tập chuyển thể thứ hai có tựa Shōsetsu-ban Inca Teikokunogyakushū Ver. (小説版 インカ帝国の逆襲ver.) do Nagano Masaki thực hiện phát hành vào ngày 20 tháng 6 năm 2008.

### Drama CD
Frontier Works và Fujimi Shobo đã hợp tác thực hiện chuyển thể drama CD của tác phẩm có tựa Fujimi Drama CD Collection Kamen no Maid Guy (富士見ドラマCDコレクション 仮面のメイドガイ) và phát hành vào ngày 31 tháng 5 năm 2007. Với 4 câu chuyện và mỗi truyện chia ra làm 2 phần. Chuyển thể này chỉ được bán thông qua đặt hàng trực tuyến hay đính kèm với phiên bản tạp chí đặc biệt của Fujimi Shobo phát hành khi đó.
Một phiên bản drama CD khác được thực hiện có tựa Kyōsei o hōshi Drama CD (強制御奉仕ドラマCD) để đính kèm với phiên bản DVD đặc biệt của bộ anime phát hành vào ngày 25 tháng 7 năm 2008. Không như bộ đầu, các diễn viên lồng tếng cho bộ này là các diễn viên tham gia thực hiện bộ anime. Bộ này có sự liên kết tới các tác phẩm khác với sự xuất hiện của các nhân vật trong To Heart 2, Shakugan no Shana và Higurashi no Naku Koro ni.
Frontier Works cũng thực hiện bộ chuyển thể drama CD khác có tựa Dorama Kamen no Maid Guy Drama CD (ドラマCD「仮面のメイドガイ」ご奉仕) gồm hai đĩa phát hành vào ngày 22 tháng 8 và ngày 22 tháng 10 năm 2008.

### Anime
Madhouse đã thực hiện chuyển thể anime của loạt manga và phát sóng từ ngày 05 tháng 4 đến ngày 21 tháng 6 năm 2008 tại Nhật Bản với 12 tập trên kênh Chiba TV và TV Kanagawa sau đó các kênh khác cũng bắt đầu phát sóng là AT-X, KBS Kyoto, Nagoya Broadcasting Network, Sun TV, và TV Saitama. Một tập OVA đã được thực hiện và phát hành vào ngày 3 tháng 9 năm 2008 để kèm với phiên bản DVD của bộ anime, việc phân phối bộ anime này tại Nhật Bản do Geneon Entertainment đảm nhiệm.

### Internet radio
Loạt internet radio có tên Kamen no Maid Guy Kyōsei-go Hōshi Radio (仮面のメイドガイ・強制ご奉仕ラジオ) đã được thực hiện và phát sóng song song với bộ anime từ ngày 10 tháng 4 đến ngày 31 tháng 7 năm 2008 với 17 chương trình. Người dẫn chương trình là hai nhân vật Naeka và Kogarashi.

### Trò chơi điện tử
Một chuyển thể trò chơi điện tử có tựa Kamen no Maid Guy Boyoyon Battle Royale (仮面のメイドガイ ボヨヨンバトルロワイアル) thuộc thể loại đối kháng phát triển cho hệ PSP đã phát hành vào ngày 26 tháng 2 năm 2009.

### Âm nhạc
Bộ anime có hai bài hát chủ đề, một mở đầu và một kết thúc. Bài hát mở đầu có tên Special Life! do KOTOKO trình bày, đĩa đơn chứa bài hát đã phát hành vào ngày 21 tháng 5 năm 2008 với hai phiên bản giới hạn và bình thường, phiên bản giới hạn có đính kèm một đĩa chứa đoạn phim trình bày nhạc phẩm. Bài hát kết thúc có tựa Work Guy!! (ワクガイ!!) do Fukuyama Yoshiki trình bày, đĩa đơn chứa bài hát đã phát hành vào ngày 28 tháng 5 năm 2008. Album chứa các bản nhạc dùng trong bộ anime đã phát hành vào ngày 25 tháng 6 năm 2008. Ngoài ra còn có 4 album chứa các bài hát do các nhân vật trình bày phát hành từ tháng 7 đến tháng 10 năm 2008.
| Special Life!    | Special Life! | Special Life! |
| STT              | Nhan đề | Thời lượng    |
| ---------------- | --- | ------------- |
| 1.               | "Special Life!" | 4:23          |
| 2.               | "capriccio ~Kokoro ha Itsumo Kumori Nochi Hare~ (capriccio ～心はいつも曇りのち晴れ～)"                               | 5:01          |
| 3.               | "Special Life! -instrumental-"                                                                                        | 4:23          |
| 4.               | "capriccio ~Kokoro ha Itsumo Kumori Nochi Hare~ -instrumental- (capriccio ～心はいつも曇りのち晴れ～ -instrumental-)" | 4:57          |
| Tổng thời lượng: | Tổng thời lượng: | 18:44         |

| Work Guy!! (ワクガイ!!) | Work Guy!! (ワクガイ!!)                                 | Work Guy!! (ワクガイ!!) |
| STT                     | Nhan đề                                                 | Thời lượng              |
| ----------------------- | ------------------------------------------------------- | ----------------------- |
| 1.                      | "Work Guy!! (ワクガイ!!)"                               | 5:01                    |
| 2.                      | "Fukugan (複眼)"                                        | 7:47                    |
| 3.                      | "Work Guy!! (Instrumental) (ワクガイ!! (Instrumental))" | 5:01                    |
| 4.                      | "Fukugan (Instrumental) (複眼 (Instrumental))"          | 7:45                    |
| Tổng thời lượng:        | Tổng thời lượng:                                        | 25:34                   |

| Kamen no Maid Guy ORIGINAL SOUNDTRACK (仮面のメイドガイ オリジナル サウンドトラック) | Kamen no Maid Guy ORIGINAL SOUNDTRACK (仮面のメイドガイ オリジナル サウンドトラック)          | Kamen no Maid Guy ORIGINAL SOUNDTRACK (仮面のメイドガイ オリジナル サウンドトラック) |
| STT                                                                                  | Nhan đề                                                                                       | Thời lượng                                                                           |
| ------------------------------------------------------------------------------------ | --------------------------------------------------------------------------------------------- | ------------------------------------------------------------------------------------ |
| 1.                                                                                   | "Special Life! -TV Size- (Special Life! -TVサイズ-)"                                          | 1:35                                                                                 |
| 2.                                                                                   | "Maid no Shimei (メイドの使命)"                                                               | 1:33                                                                                 |
| 3.                                                                                   | "Kogarashi no Theme (コガラシのテーマ)"                                                       | 1:24                                                                                 |
| 4.                                                                                   | "Osakebi (雄叫び)"                                                                            | 1:43                                                                                 |
| 5.                                                                                   | "Maid Guy Eye (メイドガイアイ)"                                                               | 1:37                                                                                 |
| 6.                                                                                   | "Harenchi Chuuihou (ハレンチ注意報)"                                                          | 1:41                                                                                 |
| 7.                                                                                   | "Baisoku High Tension (倍速ハイテンショーン)"                                                 | 0:46                                                                                 |
| 8.                                                                                   | "Naeka no Theme (なえかのテーマ)"                                                             | 2:02                                                                                 |
| 9.                                                                                   | "Tokimeki Pororin (ときめきポロリン)"                                                         | 1:19                                                                                 |
| 10.                                                                                  | "Naeka Fan Club no Theme (なえかファンクラブのテーマ)"                                        | 1:27                                                                                 |
| 11.                                                                                  | "Toki ni ha Otonappoku (時には大人っぽく)"                                                    | 2:11                                                                                 |
| 12.                                                                                  | "Kokizami High Tension'' (小刻みハイテンショーン'')"                                          | 0:56                                                                                 |
| 13.                                                                                  | "Work Guy!! -TV Size- (Hajimari da! version) (ワクガイ!! -TVサイズ-(始まりだ! version))"      | 1:32                                                                                 |
| 14.                                                                                  | "Zenjuurou no Theme (全重郎のテーマ)"                                                         | 1:11                                                                                 |
| 15.                                                                                  | "Nazo (謎)"                                                                                   | 1:10                                                                                 |
| 16.                                                                                  | "Tatakai he no Joshou (戦いへの序章)"                                                         | 1:42                                                                                 |
| 17.                                                                                  | "Sakusen Jikkou (作戦実行)"                                                                   | 1:57                                                                                 |
| 18.                                                                                  | "Tekitai Panic (敵対パニック)"                                                                | 2:30                                                                                 |
| 19.                                                                                  | "Zettai Zetsumei (絶体絶命)"                                                                  | 1:54                                                                                 |
| 20.                                                                                  | "Kanashimi no Ondo (悲しみの温度)"                                                            | 2:34                                                                                 |
| 21.                                                                                  | "Gakuen Seikatsu (学園生活)"                                                                  | 1:34                                                                                 |
| 22.                                                                                  | "Ennui na Kibun (アンニュイな気分)"                                                           | 1:26                                                                                 |
| 23.                                                                                  | "Kousuke no Theme (幸助のテーマ)"                                                             | 1:33                                                                                 |
| 24.                                                                                  | "Maniac ga Tomaranai (マニアックが止まらない)"                                                | 1:15                                                                                 |
| 25.                                                                                  | "Tohoho de Gomen (トホホでごめん)"                                                            | 1:34                                                                                 |
| 26.                                                                                  | "Dotabata High Tension (どたばたハイテンショーン)"                                            | 0:43                                                                                 |
| 27.                                                                                  | "Work Guy!! -TV Size- (Kibishii no da! version) (ワクガイ!! -TVサイズ-(厳しいのだ! version))" | 1:32                                                                                 |
| 28.                                                                                  | "Fubuki no Theme (フブキのテーマ)"                                                            | 2:03                                                                                 |
| 29.                                                                                  | "Jaws na Senritsu (ジョーズな旋律)"                                                           | 0:57                                                                                 |
| 30.                                                                                  | "Tatakai Kyousoukyoku (戦い狂想曲)"                                                           | 2:27                                                                                 |
| 31.                                                                                  | "Kioku no Shirabe (記憶の調べ)"                                                               | 2:43                                                                                 |
| 32.                                                                                  | "Otoboke Chindon (おとぼけチンドン)"                                                          | 0:41                                                                                 |
| 33.                                                                                  | "Mousou Low Tension (妄想ローテンション)"                                                     | 1:31                                                                                 |
| 34.                                                                                  | "Liz no Theme (リズのテーマ)"                                                                 | 1:14                                                                                 |
| 35.                                                                                  | "Honwaka Xylophone (ほんわかシロホン)"                                                        | 1:16                                                                                 |
| 36.                                                                                  | "Miko (巫女)"                                                                                 | 2:30                                                                                 |
| 37.                                                                                  | "Satori (悟り)"                                                                               | 1:16                                                                                 |
| 38.                                                                                  | "Shizuku, Tsurara no Theme (シズク、ツララのテーマ)"                                          | 1:25                                                                                 |
| 39.                                                                                  | "Work Guy!! -TV Size- (Kankeinai! version) (ワクガイ!! -TVサイズ-(関係ない! version))"        | 1:32                                                                                 |
| 40.                                                                                  | "Omokage ha Utsukushiku (面影は美しく)"                                                       | 2:57                                                                                 |
| 41.                                                                                  | "Thrilling he Youkoso (スリリングへようこそ)"                                                 | 1:52                                                                                 |
| 42.                                                                                  | "Murasaki no Himo no Theme (ムラサキのひものテーマ)"                                          | 3:17                                                                                 |
| 43.                                                                                  | "Toki ni ha Serious ni (時にはシリアスに)"                                                    | 2:02                                                                                 |
| 44.                                                                                  | "Liz no Ani no Theme (リズの兄のテーマ)"                                                      | 1:45                                                                                 |
| 45.                                                                                  | "Nazo, Nazo Aru no ka? Part2 (謎、なぞあるのか？Part2)"                                       | 2:34                                                                                 |
| 46.                                                                                  | "Sawayaka Taiketsu (爽やか対決)"                                                              | 1:14                                                                                 |
| 47.                                                                                  | "Work Guy!! -TV Size- (Omitooshi da! version) (ワクガイ!! -TVサイズ-(お見通しだ! version))"   | 1:30                                                                                 |
| Tổng thời lượng:                                                                     | Tổng thời lượng:                                                                              | 1:19:07                                                                              |

| Kamen no Maid Guy Character Song 1 Kogarashi (仮面のメイドガイ キャラクターソング1 コガラシ) | Kamen no Maid Guy Character Song 1 Kogarashi (仮面のメイドガイ キャラクターソング1 コガラシ) | Kamen no Maid Guy Character Song 1 Kogarashi (仮面のメイドガイ キャラクターソング1 コガラシ) |
| STT                                                                                          | Nhan đề                                                                                      | Thời lượng                                                                                   |
| -------------------------------------------------------------------------------------------- | -------------------------------------------------------------------------------------------- | -------------------------------------------------------------------------------------------- |
| 1.                                                                                           | "Sore ga Kono Ore Maid Guy (それがこの俺メイドガイ)"                                         | 3:47                                                                                         |
| 2.                                                                                           | "Otome Panic (乙女パニック)"                                                                 | 3:11                                                                                         |
| 3.                                                                                           | "Work Guy!! -TV Size- (Uketemiro! ver.) (ワクガイ!!-TVサイズー(受けてみろ!ver.))"            | 1:32                                                                                         |
| 4.                                                                                           | "Sore ga Kono Ore Maid Guy -instrumental- (それがこの俺メイドガイ -instrumental-)"           | 3:47                                                                                         |
| 5.                                                                                           | "Otome Panic -instrumental- (乙女パニック -instrumental-)"                                   | 3:11                                                                                         |
| 6.                                                                                           | "Work Guy!! -TV Size- (Tanjou da! ver.) (ワクガイ!!-TVサイズー(誕生だ!ver.))"                | 1:30                                                                                         |
| Tổng thời lượng:                                                                             | Tổng thời lượng:                                                                             | 16:58                                                                                        |

| Kamen no Maid Guy Character Song 2 Naeka & Eiko & Miwa (仮面のメイドガイ キャラクターソング2 なえか&英子&美和) | Kamen no Maid Guy Character Song 2 Naeka & Eiko & Miwa (仮面のメイドガイ キャラクターソング2 なえか&英子&美和) | Kamen no Maid Guy Character Song 2 Naeka & Eiko & Miwa (仮面のメイドガイ キャラクターソング2 なえか&英子&美和) |
| STT | Nhan đề | Thời lượng |
| --- | --- | --- |
| 1. | "Girly Talk"                                                                                                   | 4:32 |
| 2. | "Chichi Fanclub no Theme (乳ファンクラブのテーマ)"                                                             | 4:21 |
| 3. | "Work Guy!! -TV Size- (Kokoroiki da! ver.) (ワクガイ!!-TVサイズー(心意気だ!ver.))"                             | 1:30 |
| 4. | "Girly Talk-instrumental-"                                                                                     | 4:32 |
| 5. | "Chichi Fanclub no Theme -instrumental- (乳ファンクラブのテーマーinstrumental-)"                               | 4:21 |
| 6. | "Work Guy!! -TV Size- (Wana Haaruka! ver.) (ワクガイ!!-TVサイズー(罠はあるか!ver.))"                           | 1:30 |
| Tổng thời lượng:                                                                                               | Tổng thời lượng:                                                                                               | 20:46 |

| Kamen no Maid Guy Character Song 3 Fubuki (仮面のメイドガイ キャラクターソング3 フブキ) | Kamen no Maid Guy Character Song 3 Fubuki (仮面のメイドガイ キャラクターソング3 フブキ) | Kamen no Maid Guy Character Song 3 Fubuki (仮面のメイドガイ キャラクターソング3 フブキ) |
| STT                                                                                     | Nhan đề                                                                                 | Thời lượng                                                                              |
| --------------------------------------------------------------------------------------- | --------------------------------------------------------------------------------------- | --------------------------------------------------------------------------------------- |
| 1.                                                                                      | "Setsunasa wa Blizzard (切なさはBlizzard)"                                              | 4:30                                                                                    |
| 2.                                                                                      | "Gohoushi Formation (ご奉仕フォーメーション)"                                           | 4:19                                                                                    |
| 3.                                                                                      | "Work Guy!! -TV Size- (Kuugaii! ver.) (ワクガイ!!-TVサイズー (食らうがいい!ver.))"      | 1:32                                                                                    |
| 4.                                                                                      | "Setsunasa wa Blizzard -Instrumental- (切なさはBlizzard -instrumental-)"                | 4:30                                                                                    |
| 5.                                                                                      | "Gohoushi Formation -Instrumental- (ご奉仕フォーメーション -instrumental-)"             | 4:19                                                                                    |
| 6.                                                                                      | "Work Guy!! -TV Size- (Misetemiro! ver.) (ワクガイ!!-TVサイズー (見せてみろ!ver.))"     | 1:33                                                                                    |
| Tổng thời lượng:                                                                        | Tổng thời lượng:                                                                        | 20:43                                                                                   |

| Kamen no Maid Guy Character Song 4 Lizu (仮面のメイドガイ キャラクターソング4 リズ) | Kamen no Maid Guy Character Song 4 Lizu (仮面のメイドガイ キャラクターソング4 リズ)     | Kamen no Maid Guy Character Song 4 Lizu (仮面のメイドガイ キャラクターソング4 リズ) |
| STT                                                                                 | Nhan đề                                                                                 | Thời lượng                                                                          |
| ----------------------------------------------------------------------------------- | --------------------------------------------------------------------------------------- | ----------------------------------------------------------------------------------- |
| 1.                                                                                  | "Love Potion Strawberry (ラブポーションStrawberry)"                                     | 4:53                                                                                |
| 2.                                                                                  | "Sengyo Uomatsu Otoko Bushi (鮮魚うおまつ男節)"                                         | 3:28                                                                                |
| 3.                                                                                  | "Work Guy!! -TV Size- (Omakase da! ver.) (ワクガイ!! -TVサイズー (お任せだ!ver.))"      | 1:30                                                                                |
| 4.                                                                                  | "Love Potion Strawberry -instrumental- (ラブポーションStrawberry -instrumental-)"       | 4:53                                                                                |
| 5.                                                                                  | "Sengyo Uomatsu Otoko Bushi -instrumental- (鮮魚うおまつ男節 -instrumental-)"           | 3:28                                                                                |
| 6.                                                                                  | "Work Guy!! -TV Size- (Owaranai ze! ver.) (ワクガイ!! -TVサイズー (終わらないぜ!ver.))" | 1:30                                                                                |
| Tổng thời lượng:                                                                    | Tổng thời lượng:                                                                        | 19:42                                                                               |